# Салиште (Долж)
Салиште (рум. Săliște) насеље је у Румунији у округу Долж у општини Булзешти. Oпштина се налази на надморској висини од 208 m.

## Становништво
Према подацима из 2002. године у насељу је живело 284 становника, од којих су сви румунске националности.